# Liste der Gewässer in Halle (Saale)
Dies ist eine Auflistung der Gewässer auf dem Gebiet der Stadt Halle (Saale). Sie werden in den Gruppen Fließende Gewässer, Quellen und Stehende Gewässer erfasst.

## Fließende Gewässer
Sämtliche Flüsse und Bäche im Stadtgebiet gehören zum Einzugsbereich der Saale.

| Name                                               | Verlauf | Länge                                    | Nutzung | Foto                                                         |
| -------------------------------------------------- | --- | ---------------------------------------- | --- | ------------------------------------------------------------ |
| Saale                                              | durchfließt die Stadt im Wesentlichen in Süd-Nord-Richtung | 27 km (Hauptarm); 47 km (mit Nebenarmen) | Personenschifffahrt, Wassersport | Saale bei Halle                                              |
| Weiße Elster                                       | fließt südlich der Stadt in nordwestlicher Richtung; mündet bei Ammendorf/Beesen in die Saale                                                                                               | 6,3 km                                   | - | Elster in Halle-Ammendorf                                    |
| Beesener Bach (auch Ellernbach)                    | fließt im Süden der Stadt in südlicher Richtung; mündet in die Weiße Elster |                                          | zu Beginn des 20. Jh. verrohrt und überbaut; 1993/94 z. T. revitalisiert |                                                              |
| Reide                                              | fließt im Osten der Stadt von Norden nach Süden; mündet in die Weiße Elster | 14,7 km                                  | - | Reide bei Halle                                              |
| Kabelske                                           | fließt von Schkeuditz in westlicher Richtung nach Halle; mündet in die Reide; namensgebend für Gemeinde Kabelsketal                                                                         | 13,75 km                                 | - | Kabelske bei Zwintschöna                                     |
| Dölbauer Graben                                    | fließt im Osten der Stadt in südlicher Richtung aus Dölbau (Gemeinde Kabelsketal); mündet in die Kabelske                                                                                   | -                                        | Entwässerungsgraben |                                                              |
| Steinlache, abwärts Gerwische, dann Stilles Wasser | fließt südlich der Stadt in der Saale-Elster-Aue in nordwestlicher Richtung; mündet zusammen (am selben Ort) mit der Weißen Elster in die Saale                                             |                                          | - | Gerwische bei Planena                                        |
| Markgraben, abwärts Stille Elster                  | fließt südlich der Stadt in der Saale-Elster-Aue in nordwestlicher Richtung; mündet bei Radewell/Osendorf in die Weiße Elster                                                               |                                          | - |                                                              |
| Hechtgraben (Saale)                                | Ursprung in der Dölauer Heide, durchquert das Stadtviertel Heide-Nord/Blumenau und mündet von links in die Saale                                                                            | 5 km                                     | - |                                                              |
| Haßgraben                                          | fließt im Norden der Stadt in östliche Richtung; teilweise verrohrt, mündet in den Hechtgraben (Saale)                                                                                      |                                          | - | Temporär ausgetrockneter Haßgraben bei Lettin (Oktober 2020) |
| Saugraben (Halle)                                  | beginnt in Nietleben, verläuft nördlich von Halle-Neustadt in westlicher Richtung bis zur Saale                                                                                             | ca. 5 km                                 | im Einmündungsbereich in die Saale zur Unterquerung einer Straße verrohrt; führt Wasser ab, das durch Niederschläge und die künstliche Wasserhaltung des Bruchsees anfällt, fällt zeitweise trocken |                                                              |
| Roßgraben (Saale) (auch Zscherbener Bach)          | fließt aus Zscherben kommend südlich von Neustadt in nordöstlicher Richtung; durchfließt den Kirchteich und den Hochwasserdamm südöstlich von Neustadt (über ein Siel); mündet in die Saale |                                          | teilweise verrohrt; führt Wasser ab, das durch Niederschläge und die Grundwasserhebung anfällt |                                                              |
| Götsche                                            | fließt im Nordwesten der Stadt in südwestlicher Richtung aus Sennewitz (Saalekreis) kommend, mündet in einen Saalealtarm, später in die Saale                                               | 15,14 km                                 | bildet im Unterlauf die Grenze zwischen Halle und Saalekreis | Götsche bei Halle                                            |

## Stehende Gewässer
Die meisten Seen und Teiche im Stadtgebiet sind infolge von Bergbau entstanden; nur ein kleiner Teil ist natürlichen Ursprungs. Die bergbauliche Tätigkeit kündet hier auch vom früheren Rohstoffreichtum im städtischen Gebiet. So entstanden Gewässer in den Hinterlassenschaften des Abbaus von Braunkohle, Muschelkalk, Ton und Kies.
| Name                                                                        | Lage                                                                                               | Entstehung | Hydrographische Beschreibung                               | Nutzung/Besonderheit | Foto                                                      |
| --------------------------------------------------------------------------- | -------------------------------------------------------------------------------------------------- | --- | ---------------------------------------------------------- | --- | --------------------------------------------------------- |
| Hufeisensee                                                                 | im Osten der Stadt; zwischen Kanena und Büschdorf                                                  | geflutetes Tagebaurestloch der Braunkohlegrube „Alwiner Verein“ (später „Bruckdorf-Nord“) | Fläche: 70 ha; Tiefe max: 26 m; Volumen: 6,6 Mio. m³       | Wassersport- und Freizeitbetrieb |                                                           |
| Osendorfer See                                                              | im Südosten der Stadt; nordöstlich von Osendorf                                                    | geflutetes Tagebaurestloch der Braunkohlegrube „Hermine Henriette“ (später Grube v.d.Heydt) | Fläche: 22 ha; Tiefe: 16 m; Volumen: 2,6 Mio. m³           | Wassersport (Kanu- und Ruder-Regattastrecke), Teil der einstweiligen Sicherstellung des neu zu schaffenden Landschaftsschutzgebietes „Bergbaufolgelandschaft Bruckdorf“ |                                                           |
| Heidesee                                                                    | im Westen der Stadt; nordwestlich von Nietleben                                                    | geflutetes Tagebaurestloch der Braunkohlegrube „Neuglück“ | Fläche: 12,5 ha; Tiefe: max. 13 m                          | Freibad |                                                           |
| Großer Angersdorfer Teich                                                   | im Westen der Stadt; im Stadtteil Neustadt, Stadtviertel Gewerbegebiet Neustadt, bei Angersdorf    | geflutete Tongrube | Fläche: 6 ha; Tiefe: max. 6 m                              | Freibad |                                                           |
| Kleiner Angersdorfer Teich                                                  | im Westen der Stadt; im Stadtteil Neustadt, Stadtviertel Gewerbegebiet Neustadt, bei Angersdorf    | geflutete Tongrube | Fläche: 3 ha; Tiefe: max. 6 m                              | Flächennaturdenkmal |                                                           |
| Kiesgrube Saaleaue (Nordtrog)                                               | in der Saaleaue im Südwesten der Stadt; zwischen Neustadt und Saale                                | Restsee des Kiesabbaus, der Kies wurde für den beim Bau von Halle-Neustadt benötigten Beton gefördert | Fläche: 19 ha                                              | Bade- und Angelgewässer, es bestehen zwei Inseln |                                                           |
| Kiesgrube Saaleaue (Südtrog)                                                | in der Saaleaue im Südwesten der Stadt; zwischen Neustadt und Saale                                | Restsee des Kiesabbaus für den Bau von Halle-Neustadt | Fläche: 5,5 ha                                             | Angelgewässer |                                                           |
| Alter Kanal                                                                 | südlicher Kanalabschnitt in der Saaleaue im Südwesten der Stadt; zwischen Neustadt und Saale       | unvollendeter Teil des geplanten Umgehungskanals Halle im projektierten Südflügel des Mittellandkanals |                                                            | Angelgewässer |                                                           |
| Kanal (Regattastrecke)                                                      | nördlicher Kanalabschnitt in der Saaleaue im Südwesten der Stadt; zwischen Neustadt und Saale      | unvollendeter Teil des geplanten Umgehungskanals Halle im projektierten Südflügel des Mittellandkanals |                                                            | Bade- und Angelgewässer; ehemals Wassersport (Ruder-/Kanu-Regattastrecke)                                                                                               |                                                           |
| Posthornteich (auch Großer Mötzlicher Teich)                                | im Norden der Stadt; im Stadtteil Mötzlich                                                         | nach teilweisem Einsturz der Braunkohle-Tiefbaugrube „Frohe Zukunft“ entstandene Geländeabsenkung; mit Grundwasser geflutet                                                                                          | Fläche: 20 ha; Tiefe: max. 2 m                             | Angelgewässer |                                                           |
| Kleiner Posthornteich (auch Kleiner Mötzlicher Teich)                       | im Norden der Stadt; im Stadtteil Mötzlich                                                         | nach teilweisem Einsturz der Braunkohle-Tiefbaugrube „Frohe Zukunft“ entstandene Geländeabsenkung; mit Grundwasser geflutet                                                                                          | Fläche: 5 ha; Tiefe: max. 2 m                              | Angelgewässer |                                                           |
| Friedhofsteich                                                              | im Westen der Stadt; im Stadtteil Neustadt, im Nordwesten des Stadtviertels Gewerbegebiet Neustadt | geflutetes Tagebaurestloch der Braunkohlegrube „Alt-Zscherben“ | Fläche: 5 ha; Tiefe: max. 20 m                             | - |                                                           |
| Steinbruch(see)                                                             | im Westen der Stadt; im Stadtteil Neustadt, im Nordwesten des Stadtviertels Gewerbegebiet Neustadt | gefluteter Kalksteinbruch | Fläche: 5 ha                                               | - |                                                           |
| Kiesgrube Kröllwitz                                                         | im Norden der Stadt, Stadtteile Kröllwitz / Lettin; am linken Saaleufer gegenüber dem Hafen Trotha | zwei geflutete Kiesgruben | Fläche ca. 30.000 und 4.800 Quadratmeter                   | Angelgewässer |                                                           |
| Bruchsee (auch Graebsee)                                                    | im Westen der Stadt; im Stadtteil Neustadt, im Westen des Stadtviertels Nördliche Neustadt         | gefluteter Muschelkalksteinbruch | Fläche: 2,0 ha; Tiefe: max. 11 m                           | - |                                                           |
| Kirchteich                                                                  | im Westen der Stadt; im Stadtteil Neustadt, Stadtviertel Südliche Neustadt                         | Überrest eines ehemaligen Saalearms | Fläche: 5 ha; Tiefe: max. 2 m                              | Teil des Naherholungsgebietes „Südpark“, wird vom Roßgraben (Saale) durchflossen, der danach auch den Dreiecksteich durchfließt                                         |                                                           |
| Herthateich                                                                 | im Westen der Stadt; in der Dölauer Heide                                                          | auf linsenartigen Einlagerungen von Tonen; natürlicher Ursprung; nur temporär wasserführend | Fläche: ca. 530 Quadratmeter                               | - | Temporär ausgetrockneter Herthateich (April 2020)         |
| Rehteich                                                                    | im Westen der Stadt; in der Dölauer Heide                                                          | auf linsenartigen Einlagerungen von Tonen; natürlicher Ursprung; nur temporär wasserführend |                                                            | - | Temporär ausgetrockneter Rehteich (Oktober 2020)          |
| Kleiner Teich                                                               | im Westen der Stadt; im Stadtteil Neustadt, Stadtviertel Westliche Neustadt                        | | Fläche: 0,3 ha                                             | - |                                                           |
| Schlauchteich                                                               | im Norden der Stadt; im Stadtteil Mötzlich                                                         | Dorfteich | Fläche: 0,2 ha                                             | - |                                                           |
| Fontäne                                                                     | im mittleren Stadtgebiet; auf der Ziegelwiese zwischen Peißnitzinsel und Altstadt                  | künstlich angelegte Wasserfläche mit Europas dritthöchster Fontäne | Fläche: 1 ha                                               | Teil eines Naherholungsgebietes | Fontänenteich                                             |
| Blaues Auge                                                                 | im Südosten der Stadt neben dem Osendorfer See; zwischen Osendorf und Bruckdorf                    | wie Osendorfer See geflutetes Tagebaurestloch der Braunkohlegrube „Hermine Henriette“ (später „v. d. Heydt“) | Fläche ca. 3 ha                                            | Form des Sees ähnelt einem stilisierten Auge, Teil der einstweiligen Sicherstellung des neu zu schaffenden Landschaftsschutzgebietes „Bergbaufolgelandschaft Bruckdorf“ |                                                           |
| Kreuzer Teiche                                                              | im Nordwesten der Stadt im Stadtteil Kröllwitz; beim ehemaligen Landgestüt Kreuz                   | drei künstliche geschaffene Teiche; ursprünglich als Schwemme des Gestüts Kreuz genutzt | Fläche: 350, 550 und 3.000 m²; Tiefe: max. 1,5 m           | - | Fontänenteich                                             |
| Tagebaurestloch Bruckdorf                                                   | im Südosten der Stadt; westlich von Bruckdorf                                                      | geflutetes Tagebaurestloch des Braunkohletagebaus „v. d. Heydt“ |                                                            | - |                                                           |
| Tagebaurestloch Kobra                                                       | im Südosten der Stadt; westlich von Bruckdorf                                                      | geflutetes Tagebaurestloch des Braunkohletagebaus „v. d. Heydt“ |                                                            | - |                                                           |
| Pulverweidenteich                                                           | Teich auf der Saale-Insel Pulverweiden, im Süden der Insel                                         | 1901 als Ringteich für eine Natureisbahn um die mittige Pfaueninsel angelegt | Fläche ca. 7900 m², verlandend und im Sommer z. T. trocken | Teil eines Naherholungsgebietes und geschützter Landschaftsbestandteil                                                                                                  |                                                           |
| Dorfteich Tornau                                                            | im Norden der Stadt, im Ortskern von Tornau                                                        | Dorfteich |                                                            | |                                                           |
| Teich ohne offiziellen Namen; genannt auch Panzerteich oder Fraunhoferteich | im Westen der Stadt, westlich der Heideallee, Stadtteil Heide-Süd                                  | von den in der nahen ehemaligen Kaserne einst stationierten sowjetischen Streitkräften als Panzerwaschteich genutzt, daher auch Panzerteich; oder Fraunhoferteich, da Fraunhofer-IMWS in unmittelbarer Nachbarschaft | Fläche: ca. 3.400 m² verlandend                            | Teil des Naherholungsgebietes Weinbergwiesen, geschützter Biotop | Panzerteich westlich des Gimritzer Damms in Halle (Saale) |
| Seebener Teich; oder Seebener Weiher                                        | im Nord-Westen der Stadt, am Ortseingang des Stadtteiles Seeben                                    | der Teich entstand in einer Senkung der ehemaligen Kohlengrube „Karl Ernst“ |                                                            | flächenhaftes Naturdenkmal |                                                           |
| Schenkteich                                                                 | im Süden der Stadt, zwischen Saale und Stadtteil Böllberg/Wörmlitz                                 | | Fläche: ca. 1.100 Quadratmeter                             | |                                                           |
| Dreiecksteich                                                               | im Westen der Stadt; in der Südlichen Neustadt                                                     | zusammen mit Kirchteich Überrest eines ehemaligen Saalearms |                                                            | wasserwirtschaftliche Anlage, wird vom Roßgraben durchflossen |                                                           |